# Jamesbrittenia giessii
Jamesbrittenia giessii är en flenörtsväxtart som beskrevs av O.M. Hilliard. Jamesbrittenia giessii ingår i släktet Jamesbrittenia och familjen flenörtsväxter. Inga underarter finns listade i Catalogue of Life.